# پورت کنیون (کالیفرنیا)
پورت کنیون (به انگلیسی: Port Kenyon) یک منطقهٔ مسکونی در ایالات متحده آمریکا است که در شهرستان هامبولت، کالیفرنیا واقع شده‌است. پورت کنیون ۴ متر بالاتر از سطح دریا واقع شده‌است.